# NGC 6805
NGC 6805 (również PGC 63413) – galaktyka eliptyczna (E1), znajdująca się w gwiazdozbiorze Strzelca. Odkrył ją John Herschel 24 sierpnia 1834 roku.
W galaktyce tej zaobserwowano supernową SN 2008fl.